# Chicken Run : La Menace nuggets
Série
Chicken Run
(2000)
Pour plus de détails, voir Fiche technique et Distribution.
Chicken Run : La Menace nuggets ou Poulets en fuite : L'aube de la pépite au Québec (Chicken Run: Dawn of the Nugget) est un film d'animation en volume américano-britannique réalisé par Sam Fell et sorti en 2023. Produit par Pathé, StudioCanal et le studio Aardman, il fait suite à Chicken Run de Nick Park et Peter Lord, sorti en 2000.
Il est présenté en avant-première au festival du film de Londres, avant sa diffusion mondiale  sur Netflix.

## Synopsis
Dans le Yorkshire occidental (Angleterre) dans les années 1960, Rocky et Ginger vivent désormais sur une île avec les autres poules échappées du poulailler de Mrs Tweedy, où elles ont créé un univers paradisiaque. Les rats Ric et Rac leurs rendent visite régulièrement pour apporter quelque trouvailles. Rocky et Ginger finissent par avoir une fille, Molly. En grandissant, cette dernière ne se satisfait plus de vivre dans l'île des poules rescapées et souhaite partir explorer le monde au delà du fleuve entourant l'île, alors que Ginger et Rocky tentent de la protéger du monde extérieur et évitent d’évoquer leur passé difficile.
Après l'apparition de camions d’un poulailler industriel nommé "Fun-Land", qui ouvre dans les environs et annonce élever des poules « heureuses », Ginger suggère à sa communauté de se cacher à la vue des humains. Mais Molly rêve toujours de s’échapper de son l'île et fugue un soir. Elle rencontre en chemin une autre poule de son âge, Frizzle, qui s'est aussi échappée d'un élevage après avoir rêvé de liberté. Trompées par le décor des camions amenant les poules vers Fun-Land, pensant qu'il s'agit d'un parc d'attractions, les deux amies se font enfermer dans un camion pour rejoindre le poulailler.
Ginger, Rocky, le colonel Poulard, Babette, Bernadette, Mac Bec et les deux rats Ric et Rac se lancent au secours de Molly. Ils découvrent rapidement que Fun-Land n'est pas seulement un poulailler, mais une usine de transformation de la volaille très avancée comportant un énorme système de sécurité. Rocky, par désir de sauver sa fille, se catapulte impulsivement dans le complexe en activant par inadvertance toutes les systèmes de sécurité, donnant à Ginger et aux autres les informations dont ils ont besoin pour s'infiltrer. Durant l’infiltration des poules dans le complexe, Ric et Rac sont séparés des autres, mais retrouvent finalement Rocky dans la décharge du complexe.
À l'intérieur, Molly et Frizzle sont ravies dans un premier temps de trouver un lieu où les poules s'amusent et font du manège. Ces dernières portent toutes un collier avec un numéro, sauf Molly et Frizzle qui ont réussi à éviter l'étape de la pose du collier à leur arrivée dans l'établissement. Remarquant cet étrange phénomène, Molly et Frizzle remarquent finalement le décor factice du poulailler, tandis que Frizzle se fait mettre un collier par un scientifique du nom de Dr. Fry (déguisé en coq), qui surveillait les poules depuis des caméras de surveillance. Le comportement de son amie devenant très étrange, Molly promet à Frizzle de revenir la sauver et continue d'enquêter. Elle découvre finalement une entrée vers une salle de réception, où elle observe un échange d'affaire entre le scientifique du complexe, le Dr. Fry, et le responsable de la chaîne de restauration rapide "Chevalier de MonteCuistot", Reginald Smith. Ginger, qui s'était infiltrée davantage dans le complexe, assiste aux mêmes échanges des humains que sa fille. Lors de l'échange, le Dr. Fry présente une vidéo explicative du complexe dans lequel il se trouve, puis son associée et nouvelle épouse dirigeant le complexe... qui n'est autre que Malicia Tweedy, l'ancienne responsable du poulailler de Ginger !
L'objectif de Mrs Tweedy est de rendre les poules "heureuses" afin qu'elles puissent donner de la meilleure viande, plus tendre et savoureuse. Le collier que portent les poules permet en réalité de contrôler le comportement de ces dernières à distance grâce à une télécommande dirigée par le Dr. Fry, et de les rendre complètement idiotes. Lorsque leur heure est venue, elles partent ainsi toutes heureuses sur un escalier roulant, passent une porte en forme de soleil, et sont ensuite transformées en nuggets. Ainsi, Mrs Tweedy tient sa revanche envers les poules, dont elle n'a jamais digéré l'affront qu'elles lui ont fait dans son ancienne ferme en s'évadant et en lui faisant perdre son moyen de capitaliser son marché de tourtes.
Repérée par Mrs Tweedy, Ginger se fait capturer par cette dernière et se fait poser un collier. Mais malgré sa forte résistance mentale, Ginger finit par être aussi décérébrée que les autres poules. Rocky intervient pour distraire Mrs Tweedy et Molly parvient à retirer le collier à Ginger, avec l'aide de Mac Bec et Babette. Mais tous se retrouvent finalement coincés dans un silo de maïs en voulant échapper aux humains qui les poursuivaient. Cependant, grâce à une astuce de Rocky, ils parviennent à s'échapper en transformant le maïs contenu dans le silo en pop-corn. Sur le point de s'exfiltrer du complexe avec toute la bande venue la sauver, Molly refuse cependant de partir sans Frizzle et le reste des poules prisonnières. Remontée à bloc et déterminée, Ginger décide qu'ils sauveront toutes les poules, avant d'être suivie par l'ensemble de la bande prête à lui prêter main-forte. Mais le camion de la chaîne de restauration "Chevalier de MonteCuistot" arrive, et par manque de temps et par volonté de se venger, Mrs Tweedy décide de tuer toutes les poules du complexe pour en faire des nuggets. Ginger, Molly et Rocky essaient de prendre au Dr. Fry et Mrs Tweedy la télécommande qui permet de prendre le contrôle de l'esprit des poules par leur collier, tandis que leurs camarades essaient difficilement de retenir les poules qui se dirigent doucement vers une mort certaine. Le trio parvient finalement à récupérer la télécommande après plusieurs péripéties, et à envoyer Mrs Tweedy dans la machine à nuggets, dont elle ressort dûment panée. Tout le monde s'échappe avec le camion de la chaîne de restauration rapide, tandis que Mrs Tweedy essaie en vain de les retenir. Mais une intervention de Poulard (resté en retrait pendant l'infiltration pour préparer l'exfiltration du reste des poules) la fait tomber dans le fossé de l'enceinte où elle est arrêtée par la sécurité de l'installation, pendant que l'usine finit par exploser à cause du sabotage répétitif causé par les poules.
Toute la bande retourne sur l'île avec les autres poules évadées, et leur vie revient à la normale. Mais Molly et Frizzle, faisant de la reconnaissance aérienne pour les fermes de poulets sur le continent, signalent qu'un nouvel élevage de poules est en danger. Le soir même, Ginger, Rocky, Molly et toute leur bande de poules lancent un assaut pour libérer les poules prisonnières.

## Fiche technique
Sauf indication contraire, les informations mentionnées dans cette section peuvent être confirmées par la base de données cinématographiques IMDb,  présente dans la section « Liens externes ».
- Titre original : Chicken Run: Dawn of the Nugget
- Titre français : Chicken Run : La Menace nuggets
- Titre québécois : Poulets en fuite : L'Aube de la pépite
- Réalisation : Sam Fell
- Scénario : Karey Kirkpatrick, John O'Farrell et Rachel Tunnard, d’après une histoire originale de Sam Fell, d'après les personnages créés par Nick Park et Peter Lord
- Musique : Harry Gregson-Williams
- Photographie : Charles Copping
- Montage : Sim Evan-Jones et Stephen Perkins
- Décors : Darren Dubicki
- Direction artistique : Matt Perry, Sarah Hauldren et Richard Edmunds
- Production : Steve Pegram et Leyla Hobart
  - Production déléguée : Karey Kirkpatrick, Paul Kewley, Nick Park, Peter Lord, Carla Shelley, David Sproxton
  - Production exécutive : Zoe Verrier Stunt
- Sociétés de production : Aardman Animations, StudioCanal, Pathé Films
- Société de distribution : Netflix
- Budget : 40 millions de dollars
- Langue originale : anglais
- Format : couleur - 1.85:1
- Durée : 98 minutes
- Dates de sortie[3] :
  - Royaume-Uni : 14 octobre 2023 (festival de Londres)
  - Monde : 15 décembre 2023 (sur Netflix)

## Distribution

### Voix originales
- Zachary Levi : Rocky Rhodes
- Thandiwe Newton : Ginger
- Bella Ramsey : Molly
- Romesh Ranganathan : Ric
- David Bradley : Poulard
- Daniel Mays : Rac
- Jane Horrocks : Babette
- Imelda Staunton : Bernadette
- Lynn Ferguson : Macbec
- Josie Sedgwick-Davies : Frizzle
- Nick Mohammed : Dr Fry

### Voix françaises
- Gilduin Tissier : Rocky Rhodes
- Antonella Colapietro : Ginger
- Jaynelia Coadou : Molly
- Audrey Sourdive : Mme Tweedy
- Jonathan Lambert : Dr Fry
- Elia-Carmine Robbe : Frizzle
- Catherine Davenier : Bernadette
- Franck Capillery : Ric
- Philippe Beautier : Rac
- Richard Leroussel : Poulard
- Juliette Poissonnier : Macbec
- Nathalie Kanoui : Babette
- Franck Gourlat : Reginald Smith
- Cédric Dumond
- Agathe Dronne
- Amélie Gonin
- Céline Samie
- Diane Pierens
- Magalie Mateci
- Pablo Penamaria
- Yaël Elhadad

## Production

### Développement
Longtemps évoquée, la suite de Chicken Run est confirmée en avril 2018. Contrairement au premier volet, cette suite n'est pas produite par DreamWorks Animation. En effet, Aardman et DreamWorks avaient mis fin à leur partenariat en 2007, notamment à la suite des échecs commerciaux que constituaient Wallace et Gromit : Le Mystère du lapin-garou aux États-Unis et Souris City mondialement. Cette suite est donc conjointement coproduite par les studios Aardman, Pathé Films (déjà à la production sur Chicken Run) et StudioCanal. Le film entre officiellement en préproduction en octobre 2019. En juin 2020, il est annoncé que Netflix distribuera le film.
Les réalisateurs du premier film, Peter Lord et Nick Park, sont indiqués comme producteurs délégués et consultants créatifs. Le scénariste original Karey Kirkpatrick reprend son rôle, accompagnés de John O'Farrell et Rachel Tunnard.
Le film est réalisé en stop motion comme toutes les autres réalisations de la série.

### Attribution des rôles
En juillet 2020, il est révélé que l'actrice Julia Sawalha ne sera pas engagée pour prêter sa voix à Ginger, qu'elle doublait en anglais dans le premier film. La production souhaite donner au personnage une voix plus jeune. Alors qu'il devait initialement à nouveau prêter sa voix à Rocky le coq, Mel Gibson ne reviendra pas dans la suite. L'une des raisons avancées est tout d'abord des propos antisémites et polémiques de l'acteur. Variety rapporte finalement que la production cherche des acteurs plus jeunes.

### Bande originale
En juin 2023, Harry Gregson-Williams, déjà à la composition pour le premier film avec John Powell, est annoncé comme compositeur de la bande originale. Il s'agit de la deuxième collaboration entre le compositeur et le réalisateur Sam Fell, après Souris City. L'enregistrement de la musique se fait à Londres.

## Sortie et accueil
Le film est présenté en avant première à la 67e édition du festival du film de Londres le 14 octobre 2023, avant d'être diffusé sur Netflix le 15 décembre 2023 partout dans le monde, à l'exception de la Chine.

## Distinctions

### Nominations
- BAFTA 2024 : Meilleur film d'animation